# Stephen McMillan
Pour les articles homonymes, voir McMillan.
Stephen Thomas McMillan est un joueur de football écossais, né le 19 janvier 1976 à Édimbourg.

## Clubs successifs
- 1993-2001 : Motherwell  Écosse
- 2001-2007 : Wigan Athletic  Angleterre